# Ryuichi Kihara
Ryuichi Kihara (en japonés: 木原龍一, Kihara Ryuichi; Tokai, 22 de agosto de 1992) es un deportista japonés que compite en patinaje artístico, en la modalidad de parejas; campeón mundial en 2023 y 2025.
Participó en tres Juegos Olímpicos de Invierno, obteniendo una medalla de plata en Pekín 2022, en la prueba por equipo, el quinto lugar en Sochi 2014 y el quinto en Pyeongchang 2018, en la misma prueba.
Ganó cuatro medallas en el Campeonato Mundial de Patinaje Artístico sobre Hielo, entre los años 2022 y 2025, y tres medallas en el Campeonato de los Cuatro Continentes de Patinaje Artístico sobre Hielo entre los años 2023 y 2025.

## Palmarés internacional
| Juegos Olímpicos                     | Juegos Olímpicos                  | Juegos Olímpicos | Juegos Olímpicos |
| Año                                  | Lugar                             | Medalla          | Prueba           |
| ------------------------------------ | --------------------------------- | ---------------- | ---------------- |
| 2022                                 | Pekín (China)                     | Medalla de plata | Equipo           |
| Campeonato Mundial                   |                                   |                  |                  |
| Año                                  | Lugar                             | Medalla          | Categoría        |
| 2022                                 | Montpellier (Francia)             | Medalla de plata | Parejas          |
| 2023                                 | Saitama (Japón)                   | Medalla de oro   | Parejas          |
| 2024                                 | Montreal (Canadá)                 | Medalla de plata | Parejas          |
| 2025                                 | Boston (Estados Unidos)           | Medalla de oro   | Parejas          |
| Campeonato de los Cuatro Continentes |                                   |                  |                  |
| Año                                  | Lugar                             | Medalla          | Categoría        |
| 2023                                 | Colorado Springs (Estados Unidos) | Medalla de oro   | Parejas          |
| 2024                                 | Shanghái (China)                  | Medalla de plata | Parejas          |
| 2025                                 | Seúl (Corea del Sur)              | Medalla de oro   | Parejas          |